# Stráža
Stráža (em húngaro: Nemesőr) é um município da Eslováquia, situado no distrito de Žilina, na região de Žilina. Tem 3,17 km² de área e sua população em 2018 foi estimada em 689 habitantes.

## Demografia
| Ano:        | 1994 | 2004   | 2014   | 2024   |
| ----------- | ---- | ------ | ------ | ------ |
| Broj ljudi: | 636  | 657    | 676    | 686    |
| Razlika:    |      | +3,30% | +2,89% | +1,47% |

| Ano:               | 2023 | 2024   |
| ------------------ | ---- | ------ |
| Número de pessoas: | 688  | 686    |
| Diferença:         |      | -0,29% |